# Bosquet de la Girandole
Le bosquet de la Girandole est un bosquet des jardins de Versailles.

## Localisation
Le bosquet est délimité au Nord par le tapis vert, au Sud par l'Allée de Bacchus-et-de-Saturne, à l'Ouest par l'Allée du Printemps et à l'Est par l'Allée de l'Été. 
Il est situé entre le parterre de Latone et le bosquet de la Salle de Bal à l'Est. Le bosquet de la Colonnade le côtoie à l'Ouest tandis que le bassin du Miroir est situé au Sud.
Aux angles Sud-Ouest et Sud-Est se trouvent respectivement le bassin de Saturne et le bassin de Bacchus.

## Décoration
Les salles de verdures sont agrémentés de termes de marbre blanc sculptés pour le château de Vaux-le-Vicomte d'après Nicolas Poussin et rachetés par Louis XIV aux héritiers de Nicolas Fouquet.
Au centre du bosquet se situe le bassin de la girandole dont le centre est occupé par des roseaux en fer d'où jaillit l'eau. Le bassin tire son nom de la forme particulière des effets hydraulique.